# Lang Lang
Pour les articles homonymes, voir Lang.
Lang Lang (chinois : 郎朗 ; pinyin : Láng Lǎng), né le 14 juin 1982 à Shenyang, est un pianiste chinois de renommée internationale. Il réside actuellement à Paris.

## Biographie

### Jeunesse et premiers succès
Láng Lǎng,, naît dans le dortoir d'une caserne de l'armée, de Zhou Xiulan, une standardiste, et de Lang Guoren, musicien — joueur d'erhu, un violon chinois — dans l'Orchestre de l'armée de l'air chinoise. Sa mère a chanté et dansé dans des pièces de théâtre à l'école et espérait entrer dans l'Ensemble de chants et de danses de l'Armée populaire de libération, mais ses origines sociales étaient peu compatibles avec les idéaux de la révolution culturelle. Lang Lang a déclaré à ce sujet : « Mes parents avaient vu leurs propres rêves artistiques brisés par la révolution culturelle, et j'avais d'une certaine façon la charge d'assumer ces rêves. ».
À un an et demi, il découvre le piano et la musique classique en regardant deux dessins animés dont un épisode de Tom et Jerry intitulé Le Concerto du Chat (incluant la Rhapsodie hongroise no 2 de Franz Liszt). Sa mère lui offre alors son premier piano droit. À cette époque, pour lui, musique et piano sont synonymes de jeu.
À trois ans, il étudie avec Zhu Yafen (朱雅芬) du conservatoire de Shenyang. Encouragé par son père, qui gère sa carrière, il est rapidement considéré comme un prodige du piano.
À cinq ans, en 1987, il remporte le premier prix du concours de Shenyang.
À sept ans, il réitère son exploit et donne son premier concert en public.
À neuf ans, il remporte le premier prix du concours Xingxai à Pékin. Il est admis au Conservatoire de Pékin dans la classe de Zhao Pinguo (赵屏国). Son père démissionne et la famille emménage dans la capitale.
À onze ans, il remporte le premier prix du 4e Concours international de jeunes pianistes à Ettlingen en Allemagne ainsi que, deux ans plus tard, le premier prix du Concours Tchaïkovski pour jeunes musiciens, en 1995 au Japon. Dès l'année suivante, il devient l’un des solistes du concert inaugural de l’Orchestre symphonique national de Chine, dont l’invité d’honneur est le président Jiang Zemin.
Entre 1997 et 2002, il travaille avec Gary Graffman au Curtis Institute de Philadelphie,,.
En 2001, il se produit pour la première fois au Carnegie Hall,, point de départ de sa carrière internationale. Il joue dès lors avec les plus grands orchestres américains et européens.

### Renommée internationale

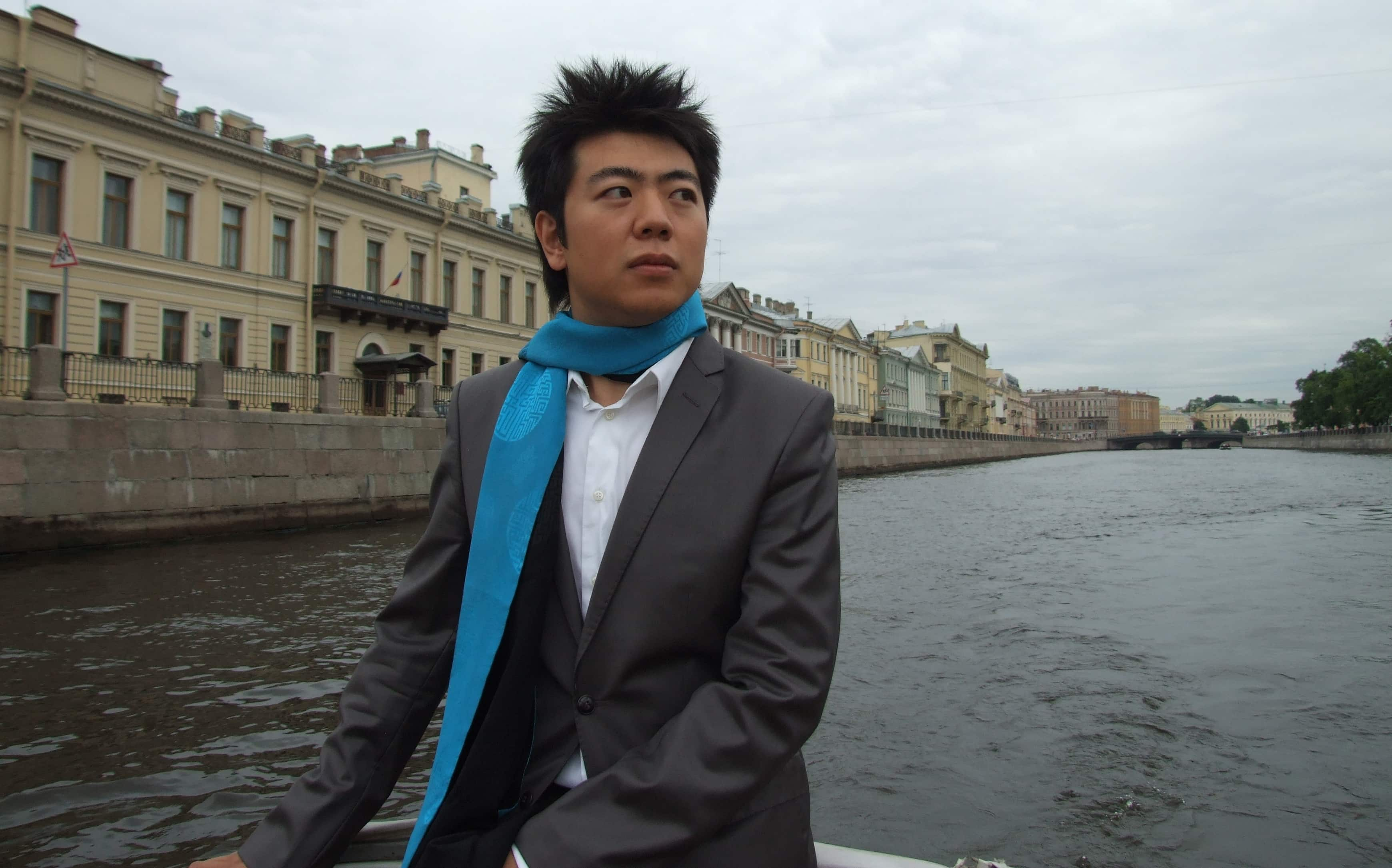
Lang Lang à Saint-Pétersbourg en 2009.

Il connaît la consécration avec son premier enregistrement pour Deutsche Grammophon, en 2003, des premiers concertos pour piano de Tchaïkovski et de Mendelssohn avec Daniel Barenboïm à la tête de l’Orchestre symphonique de Chicago (Prix Echo 2004).
En juin 2006, il se produit à la cérémonie d’ouverture de la Coupe du monde de football au Stade olympique de Munich avec les trois orchestres symphoniques de Munich. En collaboration avec la célèbre firme de pianos Steinway & Sons, Lang Lang met au point cinq nouveaux pianos. Son nouvel album, intitulé Memory, qui comprend des œuvres de Mozart, Chopin, Schumann et Liszt, prend, en trois semaines seulement, la première place au classement classique du Billboard.
Lang Lang interprète une partie des morceaux de la bande originale du film Le Voile des illusions (2006) composée par le français Alexandre Desplat, œuvre qui remporte le Golden Globe de la meilleure musique originale. Cette même année, il participe à la bande sonore du film chinois La Légende du scorpion noir réalisé par Feng Xiaogang, dont la musique est composée par Tan Dun.
En 2007, sa carrière fait l'objet d'un documentaire intitulé Chansons du dragon (Dragon Songs), du nom de l'album que l'artiste prépare à cette époque. Cette même année, il est en nomination pour un Grammy Award dans la catégorie « Meilleur soliste instrumental » — une première pour un artiste chinois.
Lang Lang joue le 8 août 2008 lors de la cérémonie d'ouverture des Jeux olympiques de Pékin.
En 2007, il crée une fondation (Lang Lang Music Foundation) afin d'aider de jeunes pianistes prodiges dans plusieurs pays du monde. En 2012, il crée un complexe artistique, en Chine, où les étudiants peuvent suivre des masterclass auprès de maîtres prestigieux, notamment de la Julliard School.
En 2009, Lang Lang apparaît pour la première fois dans l'édition 2009 du Time 100, qui recense les cent personnalités les plus influentes dans le monde.

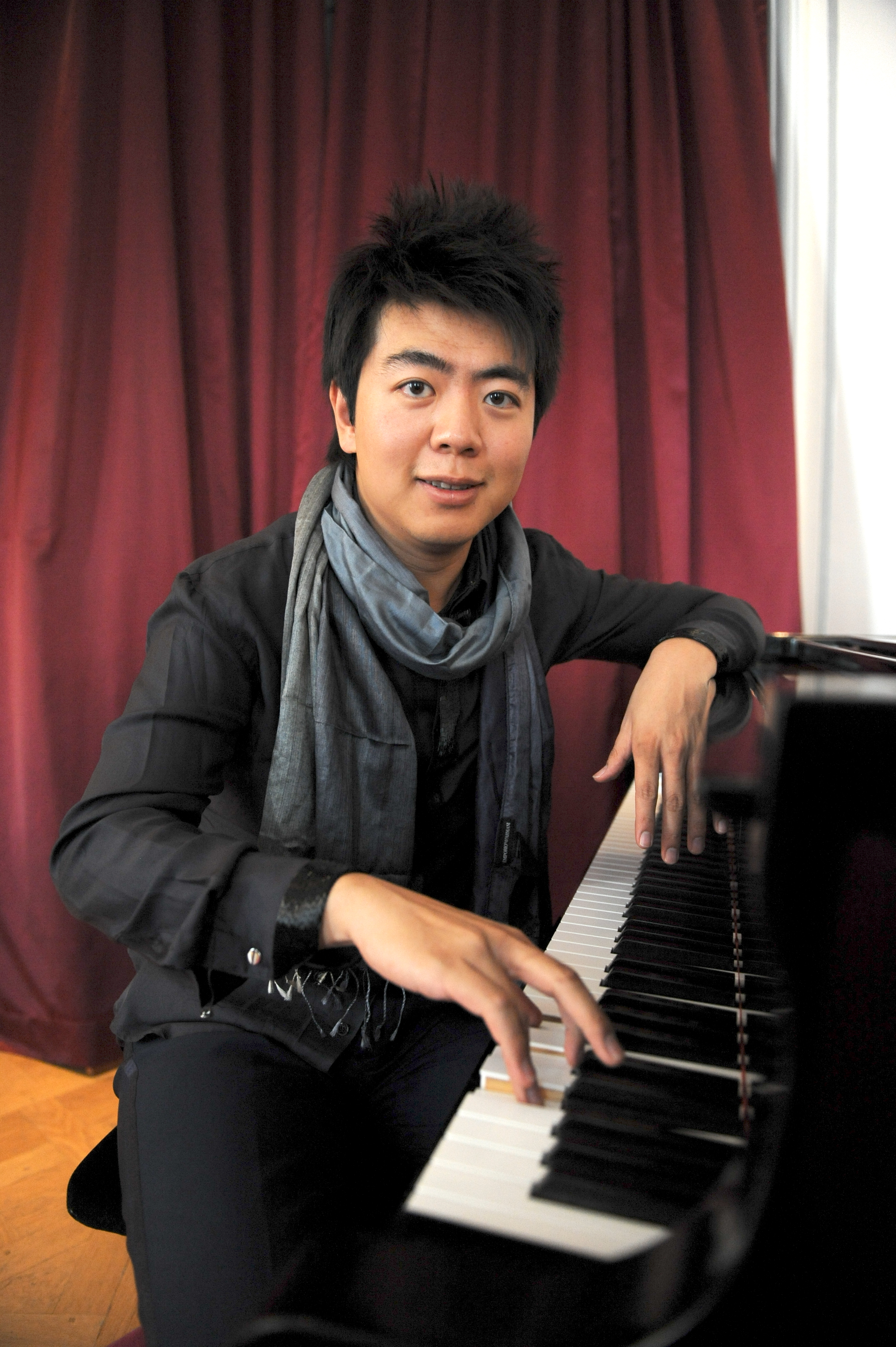
Lang Lang, le 31 août 2010 à Paris.

En 2010, il joue pour la bande originale du jeu vidéo Gran Turismo 5.
En 2010, il joue pour la cérémonie d'ouverture de l'exposition universelle à Shanghai,,.
En mai 2011, il est nommé docteur "honoris causa" de musique par le prince de Galles au Collège royal de musique[réf. nécessaire]. Le 22 octobre de la même année, le concert qu'il donne avec Charles Dutoit et l'orchestre de Philadelphie pour le 200e anniversaire de Liszt est retransmis dans près de 500 salles, aux États-Unis et en Europe. Il interprète comme soliste plusieurs pièces composées par Conrad Pope et Alexandre Desplat, pour la bande-originale du film My Week with Marilyn de Simon Curtis.
De plus, il apparaît dans Pianomania, un documentaire germano-autrichien des réalisateurs Robert Cibis et Lilian Franck. Ce film fait partie du catalogue du Goethe-Institut.
Le 15 juin 2012, à l'occasion de son 30e anniversaire, Lang Lang donne un concert devant 10 000 spectateurs, réunis à Berlin au O2 World accompagné par l'orchestre du Schleswig-Holstein Festival sous la direction de Jahja Ling, et avec son vieil ami, une légende du jazz, Herbie Hancock.
En novembre 2013, il est nommé "Messager de la paix" des Nations unies. Les années précédentes, il avait œuvré auprès de l'Unicef,,.
Le 26 janvier 2014, Lang Lang s'est produit lors de la 56e cérémonie des Grammy Awards avec le groupe américain, Metallica. Metallica et Lang Lang ont joué le classique One, tiré de l'album du groupe de metal ...And Justice for All pendant plus de 6 minutes.
Le 23 août 2015, il joue peu avant la finale du 100 mètres des Championnats du monde d'athlétisme 2015 à Pékin.
En 2015, il collabore avec Jean-Michel Jarre  à l'occasion de l'album Electronica (volume 1) pour le morceau "The train & the river".
Il apparaît dans l'épisode 4 de la saison 2 de la série Mozart in the Jungle.

## Décorations
- Chevalier de l'ordre du Mérite de la République fédérale d'Allemagne (2012)
- Officier de l'ordre des Arts et des Lettres (2013)
- Chevalier de la Légion d'honneur (2025)[39]

## Prix et distinctions (sélection)
- 1995 : lauréat du Concours international Tchaïkovski, catégorie jeune pianiste[12]
- 2007 : lauréat du Grammy Award, catégorie meilleure performance instrumentale en concerto pour son interprétation des concertos 1 et 4 de Beethoven[40]
- 2009 : cérémonie d'inscription au Gramophone Hall of Fame (en)[41]
- 2010 : lauréat du prix international Mendelssohn de Leipzig[42]
- 2011 : fait docteur honoris causa en musique du Royal College of Music[43]
- 2013 : lauréat du Echo Klassik Award,
- 2015 : lauréat du Echo Klassik Award[44],[45]

## Collaborations
- Alexandre Desplat pour le film Le Voile des illusions de John Curran avec Edward Norton et Naomi Watts (2006)
- Metallica (en live 2015)
- Quincy Jones (sur 2 albums)
- Diana Ross (en live 2017)
- Bruno Mars (sur l’album Unorthodox Jukebox)
- Eminem (en live 2016)
- Drake (projet)
- Kendrick Lamar (2018)
- James Newton Howard (2018, pour le film Casse-Noisette et les Quatre Royaumes)

## Publications

### Discographie
- Lang Lang, Piano Maestro, Sony Classical, 2014 (en collaboration avec Radio Classique, 2 CD + 1 Documentaire en français "Lang Lang : le rêve d'un jeune homme brillant" réalisé en 2012, inédit en DVD)
- Lang Lang: Live At Seiji Ozawa Hall, Tanglewood, 2001
- Rachmaninoff: Piano Concerto No. 3, Scriabin Etudes [Live], Telarc, 2002 (avec Yuri Temirkanov et le S. Petersburg Philharmonic)
- Tchaikovsky, Mendelssohn: First Piano Concertos, Umvd Labels, 2003 (avec Daniel Barenboim et le Chicago Symphony Orchestra)
- Rachmaninov: Piano Concerto No. 2; Paganini Rhapsody, Deutsche Grammophon, 2005 (avec Valery Gergiev et Mariinsky (Kirov) Theater Orchestra)
- Memory, Deutsche Grammophon, 2006 (Frederic Chopin, Franz Liszt, Wolfgang Amadeus Mozart, Robert Schumann)
- Beethoven: Piano Concertos Nos. 1 & 4, Deutsche Grammophon, 2007 (avec Christoph Eschenbach et l'Orchestre de Paris)
- Dragon Songs, Deutsche Grammophon, 2007
- Chopin. The Piano Concertos, Deutsche Grammophon, 2008 (avec Zubin Mehta et le Philharmonique de Vienne)
- The Magic Of Lang Lang, Deutsche Grammophon, 2008 (Haydn, Rachmaninov, Tchaikovsky, Mozart, Liszt, etc.)
- Tchaikovsky / Rachmaninov: Piano Trios, Deutsche Grammophon, 2008 (avec Vadim Repin au violon et Mischa Maisky au violoncelle)
- Liszt, My Piano Hero, Deutsche Grammophon, 2011 (avec Valery Gergiev et le Philharmonique de Vienne)
- The 50 Greatest Piano Pieces by Lang Lang, 2013
- Lang Lang in Paris, 2015
- Romance, 2017
- Piano Book, 2019
- Bach, Variations Goldberg, 2020 (Deutsche Grammophon)

### Vidéos
- Benedict Mirow, Lang Lang. Live at Carnegie Hall, Deutsche Grammophon, 2004
- Dragon Songs, 2007
- Christian Kurt Weisz, Lang Lang. Live in Vienna, Sony Masterworks, 2010
- Thomas Grube, Lang Lang. Liszt now, Sony Masterworks, 2011
- mozart in the jungle, épisode 5 saison 2

### Autobiographie

#### Éditions originales
- (en-US) Lang Lang, Lang Lang, Playing with Flying Keys, Delacorte Books for Young Readers, 2007, 264 p. (ISBN 9780385735780, lire en ligne),
- (en-US) Lang Lang & David Ritz, Journey of a Thousand Miles: My Story, Spiegel & Grau, 2007, 264 p. (ISBN 9780385524568, lire en ligne),

#### Traduction
- Lang Lang (trad. de l'anglais américain par Judith Coppel), Le piano absolu [« Journey of a Thousand Miles: My Story »], Jean-Claude Lattès, 25 juin 2008, 301 p. (ISBN 9782709630412),

## Publicité
- Juin 2008 : il lance au niveau international la chaussure Adidas « Lang Lang ». La marque a créé le logo « Lang Lang »[46].
- 2009 : il est l'égérie de la marque Montblanc[47].

## Critiques
- (en-US) Tim Page, « Lang Lang, Twice Blessed », The Washington Post,‎ 15 avril 2001 (lire en ligne),
- Julian Sykes, « Critiques. Lang Lang, intrépide, insouciant », Le Temps,‎ 2 mai 2002 (lire en ligne),
- Alexandre De Louit, « Lang Lang, ou l’incompréhension de Martha Argerich », Res Musica,‎ 7 février 2004 (lire en ligne),
- (de) Max Nyffeler, « Review: wunderknaben, sehbücher und eine oper über den rassenhass », Neue Zeitschrift für Musik (1991-), Vol. 166, No. 2,‎ 2005, p. 74-75 (2 pages) (lire en ligne),
- (en-US) Alex Ross, « The Wow Factor, Lang Lang and Yundi Li at Carnegie Hall. », The New Yorker,‎ 26 mars 2007 (lire en ligne),
- (en-US) Chiu-Tze Lin, « LANG LANG: The Pride of Music Pianist, Teacher And Inspiration To All », American Music Teacher, Vol. 57, No. 4,‎ 2008, p. 22-25 (4 pages) (lire en ligne),
- (en-US) David Remnick, « The Olympian, How China’s greatest musician will win the Beijing Games. », The New Yorker,‎ 14 août 2008 (lire en ligne),
- (en-GB) Jasper Rees, « Lang Lang: piano star the critics love to hate », The Telegraph,‎ 10 novembre 2008 (lire en ligne),
- (en-US) Eric Hung, « Performing "Chineseness" on the Western Concert Stage: The Case of Lang Lang », Asian Music, Vol. 40, No. 1,‎ 2009, p. 131-148 (18 pages) (lire en ligne),
- (en-US) Anne Midgette, « Lang Lang’s unique style, good and bad, offers originality », The Washington Post,‎ 5 novembre 2012 (lire en ligne),
- Christophe Huss, « L’autre visage de Lang Lang », Le Devoir,‎ 12 mars 2015 (lire en ligne),
- (en-US) Richard S. Ginell, « Review: Lang Lang shows why purists are coming around », The Los Angeles Times,‎ 23 mars 2015 (lire en ligne),
- (en-GB) George Hall, « Lang Lang review – a finely disciplined performance », The Guardian,‎ 21 avril 2015 (lire en ligne),
- Sylvie Bonier, « Lang Lang à Genève, comme partout ailleurs, l’adoration des foules », Le Temps,‎ 7 novembre 2015 (lire en ligne),
- Lorenzo Ciavarini Azzi, « Interview du pianiste Lang Lang : "Toute interprétation est une recréation" », France Info,‎ 20 novembre 2015 (lire en ligne),
- (en-GB) Fiona Maddocks, « Lang Lang: 'It's about the joy that music can give' », The Guardian,‎ 7 mars 2016 (lire en ligne),
- (en-US) Michael Cooper, « Why Lang Lang’s Return Is a Big Deal for Classical Music », The New York Times,‎ 4 juillet 2018,
- « Lang Lang, un retour sur scène très attendu », France Musique,‎ 6 juillet 2018 (lire en ligne),
- (en-US) Joshua Barone, « Review: Lang Lang, Classical Music’s Superstar, Returns Quietly », The New York Times,‎ 8 juillet 2018 (lire en ligne),
- (en-US) Inna Faliks, « The future of classical music is Chinese », The Washington Post,‎ 22 mars 2019 (lire en ligne),
- (en-US) Joshua Barone, « Review: Lang Lang Returns, Rehabilitated and Almost Reformed », The New York Times,‎ 8 octobre 2019 (lire en ligne),
- (en-US) Eric C. Simpson, « Lang Lang shows sensitivity and depth in Philharmonic’s Beethoven gala », New York Classical Review,‎ 8 octobre 2019 (lire en ligne),
- Jany Campello, « COMPTE-RENDU, critique concert. PARIS, Philharmonie, le 24 fev 2020. Lang Lang, Eschenbach », Classique News,‎ 4 mars 2020 (lire en ligne)